# 龙云站
龍雲站（韓語：룡운역）是朝鮮民主主義人民共和國咸鏡南道洪原郡湖南里的一個鐵路車站，属于平罗线。

## 邻近车站
平罗线
三湖站 - 龍雲站 - 洪原站